# Ja (Thomas Bernhard)
Ja ist eine Erzählung von Thomas Bernhard aus dem Jahr 1978 (geschrieben 1977), in der ein namenloser Ich-Erzähler die Bekanntschaft einer Perserin macht, die Suizid begeht.

## Inhalt
Der Ich-Erzähler, ein zurückgezogener Naturwissenschaftler, will durch das «Aufschreiben dieser Skizze» seine Erinnerungen festhalten und seinen «Zustand verbessern»: Er beginnt seine Notizen damit, dass er im Hause des Realitätenvermittlers Moritz in dem Moment, wo er diesem seine «Gefühls- und Geisteserkrankung» anvertrauen will, auf den «Schweizer» und die «Perserin» trifft. Das Paar will auf einem schattigen Grundstück hinter dem Friedhof, das es Moritz abgekauft hat, ein Betonhaus bauen, um sich dort niederzulassen. Der Ich-Erzähler verabredet sich mit der Frau für den nächsten Tag zu einem Spaziergang durch den Lärchenwald. In der Nacht kann er zum ersten Mal «nach so vielen Wochen Schlaflosigkeit» (S. 37) wieder schlafen.
Nach dem Spaziergang geht es dem Protagonisten besser: «Meine Existenz schien wieder möglich zu sein.» Er besucht Moritz noch einmal, um von ihm Details über den Landkauf des Schweizer Ingenieurs und der Perserin zu erhalten. In der Folge unternimmt er häufige Spaziergänge mit der Perserin. Beim zweiten kommt es zu einem «totalen Gefühls- und Geistesausbruch» der Perserin, in dem sie dem Erzähler, ähnlich, wie er es am Anfang Moritz gegenüber tun wollte, enthüllt, dass sie am Ende sei. In den folgenden Spaziergängen tauschen sich die beiden über Schumanns Musik und Schopenhauers Philosophie aus, verlieren dann aber das Interesse aneinander.
In der letzten Begegnung im halbfertigen, von Unkraut überwucherten Neubau wirft die Perserin dem Erzähler vor, er sei «ein ähnlich wie sie verlorener, letzten Endes vernichteter Mensch», von dem «Rettung nicht kommen könne». Sie erwähnt noch Schumann und Schopenhauer, bevor sie den Erzähler auffordert, sie allein zu lassen. Er erfährt nach längerer Zeit aus der Zeitung, dass die Perserin sich vor einen Lastwagen geworfen habe, «möglicherweise in selbstmörderischer Absicht», und erinnert sich daran, «daß ich sie, die Perserin, ganz unvermittelt und tatsächlich in meiner rücksichtslosen Weise gefragt hatte, ob sie selbst sich eines Tages umbringen werde. Darauf hatte sie nur gelacht und Ja gesagt.»

## Themen und Interpretationsansätze
Die Erzählung (oder Novelle) kann nicht auf den Plot reduziert werden. Der Gedankengang des Erzählers, der sich auch im stilistischen Duktus niederschlägt, ist für die Wirkung des Textes ausschlaggebend.

### Stil
Bernhard verwendet enorm lange Sätze (der erste erstreckt sich beispielsweise über zweieinhalb Seiten), in denen Gedanken in spiralförmigen Wendungen (die Variationen, nicht aber Wiederholungen voneinander darstellen) entwickelt werden, wie das folgende Zitat zeigt:

„Wie wir jeden Tag aufwachen und anfangen und fortsetzen müssen, was wir uns vorgenommen haben, nämlich weiterexistieren zu wollen, weil wir ganz einfach weiterexistieren müssen, so müssen wir auch ein solches Vorhaben, wie das Festhalten der Erinnerung an die Lebensgefährtin des Schweizers, anfangen und fortsetzen…“

Die Funktionsweise dieses Stils ist es, die Künstlichkeit und Indirektheit des Erzählens zu unterstreichen.  Dazu gehört es auch, Begriffe durch Verschiebungen und Neudeutungen immer wieder zu hinterfragen und ihre Grenzen durchlässig zu machen (besonders beispielsweise der Begriff «Geist», der in eine Reihe von Komposita im Text immer wieder auftaucht.)

### Verweis auf SchopenhauersDie Welt als Wille und Vorstellung
Der Ich-Erzähler verweist auf seine «Gegenstudien», seine Beschäftigung mit Philosophie und Musik, die zu seinen «Lebensstudien», der Untersuchung von Antikörpern in einem Gegensatz stehen. Der philosophische Teil ist die Beschäftigung mit Schopenhauers Die Welt als Wille und Vorstellung («[mich] lebenslänglich mit der Welt als Wille und Vorstellung auseinanderzusetzen»). Diese Auseinandersetzung manifestiert sich vor allem in Gedanken über den «Willen zum Scheitern»:

„Es gibt ja nur Gescheitertes. Indem wir wenigstens den Willen zum Scheitern haben, kommen wir vorwärts und wir müssen in jeder Sache und in allem und jedem immer wieder wenigstens den Willen zum Scheitern haben, wenn wir nicht schon sehr früh zugrundegehen wollen, was tatsächlich nicht die Absicht sein kann, mit welcher wir da sind.“

Dieses Scheitern manifestiert sich einerseits in der gescheiterten Beziehung zwischen der Perserin und dem Schweizer, aber auch in der gescheiterten Beziehung zwischen der Perserin und dem Ich-Erzähler. Der Freitod der Perserin kann als ultimative Manifestation des Willens zum Scheitern gesehen werden, obwohl auch die gegensätzlich Deutung, dass nämlich der Ich-Erzähler mit seinem Geständnis, das er Moritz ablegen wolle, gescheitert sei und deshalb weiterexistieren könne, zulässig ist.
Auch der Begriff der Vorstellung spielt in der Erzählung eine Rolle, vor allem hinsichtlich der Vorstellung des Erzählers von der Beziehung des Schweizers zu Perserin. Er denkt zunächst, der Schweizer sei das «Produkt» der Perserin, wie sich jedoch durch ihre Gespräche und das Geständnis der Perserin herausstellt, hat sie sich ihm völlig untergeordnet.

### Autobiographische Bezüge
Vorbild für die Figur der Realitätenvermittlers (Maklers) Moritz war Karl Ignaz Hennetmair, der mit Grundstücken gehandelt hatte und von dem Bernhard in der Gemeinde Ohlsdorf bei Gmunden den Vierkanthof (oder seine Ruinen) gekauft hatte. Dadurch rückt auch die Figur der Ich-Erzähler in die Nähe von Thomas Bernhard, der das Spielen mit autobiographischem Material oft als literarische Technik verwendet hat. Auch der Schweizer und seine Lebensgefährtin besitzen Vorbilder in der Realität, wobei die Abstammung der Perserin aus Shiraz wohl einer Reise von Bernhard zusammen mit Siegfried Unseld zuzuschreiben ist.

### Der Titel
Der Text sollte ursprünglich Die Perserin heißen. Die Wahl von Ja kann insofern als gelungen bezeichnet werden, als die Pointe, dass «ja» normalerweise eine positive Antwort bekräftigt, in der Erzählung aber eine Ankündigung eines Selbstmordes darstellt, schon im Titel aufgebaut wird.
Bernhard wollte «ein weisses Buch, schwarz beschriftet» und freute sich «auf den Streifen unter dem Ja» (gemeint ist der Streifen der Edition Suhrkamp). Das Buch sollte also aufgemacht sein wie eine Todesanzeige (was der Titel in der Erzählung eigentlich auch ist).